# Incendie du foyer des Tattes
L'incendie du foyer des Tattes a eu lieu au cours de la nuit du 16 au 17 novembre 2014 dans le foyer pour requérants d'asile des Tattes situé à Vernier (Genève).

## Foyer pour requérants d'asile des Tattes
Le foyer des Tattes est une structure gérée par l'Hospice général de Genève dont la vocation est d'accueillir des requérants d'asile.
Au moment de l'incendie en novembre 2014, le foyer des Tattes hébergeait près de 700 personnes dans les différents bâtiments qui le composent.

## Déroulement de l'incendie

### L'incendie
Dans la nuit du dimanche 16 au lundi 17 novembre 2014, un feu se déclare aux environs de minuit dans une chambre du rez de chaussée. D'après les éléments de l'enquête judiciaire, un résident du foyer aurait utilisé une plaque de cuisson et fumé dans sa chambre, ce qui aurait entraîné l'incendie. L'incendie qui ravage la chambre provoque un important dégagement de fumées toxiques. 
Plusieurs portes ainsi que certaines fenêtres sont condamnées, bloquant les occupants dans les étages,.
Les locataires des étages supérieurs, intoxiqués et piégés dans les étages, sont pris d'affolement. Certains hommes commencent alors à sauter des étages pour s'échapper ou tentent de fabriquer des cordes de fortune avec des draps mais ces dispositifs cèdent.

« Certains disent que c’est la faute à pas de chance… Mais si des résidents ont sauté par les fenêtres, c’est parce que des portes étaient bloquées et des fenêtres condamnées. [...] Le sol devenait toujours plus brûlant et les secouristes n’arrivaient pas. J’étais très stressé, alors j’ai fait une corde avec des draps [...] comme pour d’autres requérants, cet outil de fortune a lâché. »

— Fred, Interview à la Tribune de Genève le 21.02.2015

### Secours
Alerté, le Service d'incendie et de secours déploie un important dispositif pour faire face à l'incendie. Un nid pour secourir les blessés est installé sur place.
Les pompiers qui participent à l'opération rapportent que l'évacuation est lente et compliquée. Ils confirment l'obturation de plusieurs portes et fenêtres. Par ailleurs, les pompiers constatent également qu'ils ne disposent pas des clés de tous les locaux. 

### Bilan
Au matin, le bilan humain de l'incendie est lourd,. Un jeune homme de 29 ans et originaire d'Érythrée meurt intoxiqué et 40 autres occupants sont blessés dont 11 grièvement. La plupart des blessés souffrent de troubles respiratoires après l'inhalation des fumées dégagées par l'incendie et plusieurs présentent des traumatismes importants à la tête et aux cervicales à la suite de chutes en sautant des étages.

## Réactions
Après l'incendie, la mairie de Vernier met à disposition un centre de la protection civile afin de loger les sinistrés de manière temporaire.
L'incendie met en lumière les conditions d'accueil et de vie des migrants en situation irrégulière à Genève. Dans les semaines suivantes, les résidents décrivent des conditions de vie proche du milieu carcéral, la surpopulation du foyer et le manque d'encadrement social dont il bénéficie. Les victimes du sinistre pointe également l'absence de soutien, notamment socio-psychologique, après l'incendie et leur hospitalisation.

## Enquête

### Rapport du Service d'incendie et de secours
Dans leur rapport d'intervention, les responsables du Service d'incendie et de secours pointent les anomalies qu'ils ont rencontré sur place. Outre la fermeture de certaines portes et fenêtres, les pompiers indiquent que d'autres portes à l'intérieur du bâtiment touché auraient dû être maintenue fermée afin d'empêcher la propagation des fumées.
Il apparaît ainsi que les consignes habituels pour limiter le développement d'un incendie et le dégagement de fumées n'ont pas été suivies. Les responsables politiques indiquent que les habitants du foyer, probablement peu habitués à attendre calmement leurs prises en charge par des secours professionnels, ont malencontreusement créé des conditions aggravant l'incendie.

### Instruction pénale
La semaine suivant l'incendie, deux hommes sont placés détention préventive par le Ministère public genevois. Les deux personnes restent incarcérées durant deux et trois mois,.
En juin 2015, le Ministère public genevois décide du placement en prévention de trois agents de sécurité qui travaillaient au foyer des Tattes la nuit du drame. Les procureurs leur reprochent notamment une mauvaise gestion de l'évacuation des lieux pendant l'incendie.
En août 2015, les locaux de plusieurs services cantonaux sont perquisitionnés.
A l'automne 2020, la RTS révèle que le Ministère public genevois a terminé l'instruction du dossier et s'apprête à clore cette étape de la procédure. Devant la longue durée de la procédure (six années), le collectif Solidarité Tattes exprime son mécontentement. Selon lui, ces lenteurs dues à de nombreuses auditions, expertises et au semi-confinement lors du printemps 2020 (pandémie de Covid-19) desservent les droits des victimes, celles-ci étant dans des situations précaires ou déjà réparties hors de Suisse.
En avril 2021, les médias genevois annoncent que quatre personnes comparaitront devant le Tribunal de police. L'occupant de la chambre dans laquelle le sinistre s'est déclenché est ainsi poursuivi pour incendie par négligence ainsi qu'homicide et lésions corporelles. Un autre requérant d'asile est quant à lui mis en cause pour ne pas avoir porté secours à des victimes. Par ailleurs, deux agents de sécurité du foyer sont poursuivis pour homicide et lésions corporelles et omission de porter secours. Ni l'Hospice générale, institution publique qui gère le foyer, ni l'État de Genève, autorité responsable de l'Hospice générale, ne sont finalement mis en cause pénalement.

## Le devenir des victimes de l'incendie

### Disparitions
La plupart des victimes de l'incendie ne bénéficiant pas d'un statut légal migratoire clair, un nombre important d'entre elles ne s'annoncent pas aux autorités. Le suivi des victimes est donc compliqué pour les services cantonaux.

### Affrontement politique pour l'obtention de permis de séjour
En octobre 2019, les députés du Grand conseil de plusieurs partis genevois (Ensemble à gauche, Parti socialiste, les Verts et le Parti démocrate chrétien) déposent une motion demandant que le Conseil d'état soutienne les victimes de l'incendie dans leurs démarches auprès du Secrétariat d'état aux migrations fédéral, notamment en suspendant les décisions de renvoi. Les requérants rappellent que l'instruction judiciaire est encore en cours et estiment que les victimes doivent pouvoir rester légalement en Suisse jusqu'à ce que les responsabilités soient clairement établies et les réparations prononcées. De leur côté, les députés de l'Union démocratique du centre et du Mouvement citoyens genevois s'opposent à la motion, expliquant que les lois migratoires doivent être strictement appliquée par les autorités fédérales. A l'été 2020, les députés insatisfaits de la réponse initiale du Conseil d'état votent le renvoi de la motion.

### Le cas d'Ayop Aziz
Les mois suivants l'incendie, un jeune tchadien de 19 ans gravement blessé à la tête après une chute du troisième étage du foyer lors de l'incendie devient le symbole des migrants victimes de l'incendie des Tattes,. Au début de l'année 2015, les milieux associatifs et politique de gauche se mobilisent pour éviter le renvoi imminent du jeune homme vers l'Espagne. Une pétition recueille près de 1600 signatures, des rassemblements sont organisés et des députés et responsables politiques interpellent le magistrat chargé de la sécurité Pierre Maudet,. Ses avocats insistent notamment sur la question de la prise en charge des coûts nécessaires à son traitement médical.
Le 26 mars, après avoir refusé un retour volontaire en Espagne pour se rendre à des rendez-vous médicaux, Ayop Aziz quitte le foyers es Tattes pour être incarcéré dans l'établissement de détention administrative de Favra (Puplinge). A la fin du mois, Pierre Maudet décide de surseoir au renvoi,. Tentant de ménager les milieux conservateurs qui réclament de la fermeté dans l'application de la loi, le conseiller d'état explique que la situation du jeune homme, particulièrement concernant les aspects médicaux, est de son point de vue incompatible avec un renvoi. Quelques jours plus tard, le 2 avril, Ayop Aziz est libéré et bénéficie d'un hébergement hors du foyer des Tattes. En octobre 2016, le Tribunal de police de Genève décide de l'acquittement du tchadien lors du procès pour de l'opposition au renvoi le 26 mars 2015. Les juges estiment en effet qu'Ayop Aziz a bien agi pour préserver sa santé.
Au cours de l'année 2015, Ayop Aziz quitte volontairement la Suisse pour Barcelone et tente de construire sa vie en Espagne,. Toutefois, devant les difficultés d'accès aux soins médicaux qu'il rencontre, il décide de retourner à Genève.
Arrêté début octobre 2018, Ayop Aziz est placé en détention administrative dans l'établissement de Frambois (Vernier) et son renvoi est ordonné en première instance le 11 octobre par le Tribunal administratif,. S'ensuit alors une nouvelle mobilisation d'acteurs politiques et associatifs dans le but d'éviter le renvoi du jeune tchadien,. Début novembre, la chambre administrative annule la décision de renvoi et ordonne la libération du jeune homme. Celui-ci quitte l'établissement de Frambois le 2 novembre.

## Hommage
En novembre 2019, un rassemblement et une marche sont organisés par le collectif Solidarités Tattes en hommage aux victimes de l'incendie survenu 5 ans plus tôt,,.
A l'occasion du rassemblement, une plaque commémorative est inaugurée.